# Seattle Mariners
Seattle Mariners – drużyna baseballowa grająca w zachodniej dywizji American League, ma siedzibę w Seattle w stanie Waszyngton.

## Historia
Pierwszy mecz w Major League Baseball zespół rozegrał 6 kwietnia 1977 na stadionie Kingdome w obecności 57 762 widzów; przeciwnikiem był California Angels. Pierwszy awans do postseason Mariners wywalczyli w sezonie 1995, kiedy to ulegli w American League Championship Series Cleveland Indians 2–4. W 1997 w All-Star Game wystąpiło pięciu zawodników Mariners: Randy Johnson, Ken Griffey Jr., Jay Buhner, Joey Cora oraz Dan Wilson, a zespół awansował ponownie do postseason, gdzie przegrał w Division Series z Baltimore Orioles.

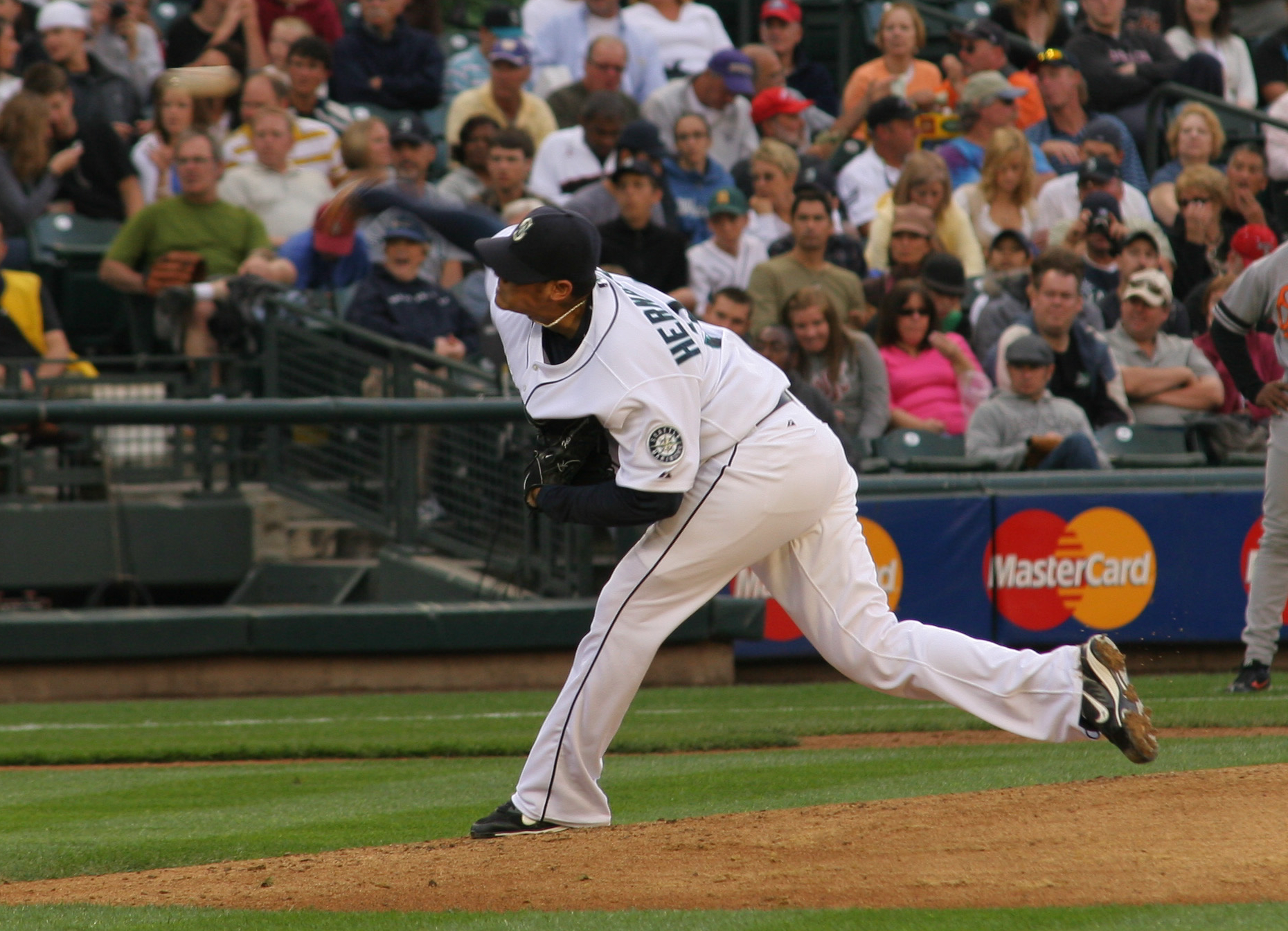
Félix Hernández jako zawodnik Mariners rozegrał 23. w historii Major League perfect game.

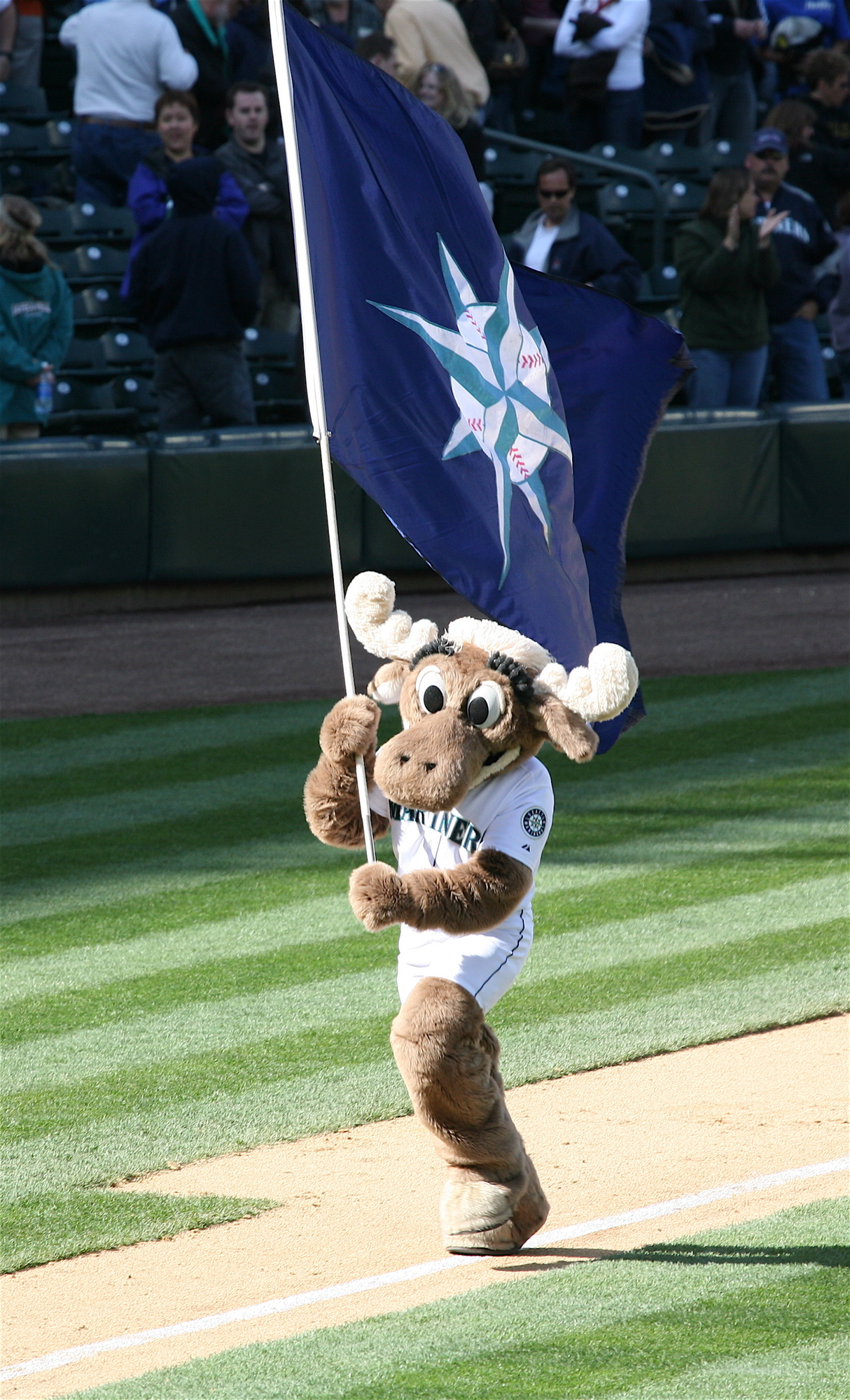
Mariner Moose – maskotka Seattle Mariners.

W 1999 klub przeniósł się na nowy obiekt Safeco Field, mogący pomieścić 47 000 widzów. W sezonie 2000 po wyeliminowaniu Chicago White Sox w Division Series Mariners awansowali do American League Championship Series, w których zostali pokonani przez New York Yankees 2–4. Rok później klub wyrównał rekord Chicago Cubs z sezonu 1906, zwyciężając w 116 meczach w sezonie zasadniczym, jednak nie zdołał awansować do World Series, po przegraniu finałów American League z New York Yankees 1–4.
W latach 2002–2013 Mariners tylko raz osiągnęli dodatni bilans zwycięstw i porażek i ani razu nie uzyskali awansu do postseason.

## Sukcesy
| Tytuł                               | Liczba | Rok              |
| ----------------------------------- | ------ | ---------------- |
| World Series                        | –      | –                |
| American League Championship Series | –      | –                |
| American League West Division       | 3      | 1995, 1997, 2001 |

## Zastrzeżone numery
Od 1997 numer 42 zastrzeżony jest przez całą ligę ku pamięci Jackie Robinsona, który jako pierwszy Afroamerykanin przełamał bariery rasowe w Major League Baseball.
| Edgar Martínez DH/3B Zastrzeżony 12 sierpnia 2017 | Ken Griffey Jr. CF Zastrzeżony 6 sierpnia 2016 | Jackie Robinson 2B Zastrzeżony 15 kwietnia 1997 |